# Дафнис (тиран Абидоса)
Дафнис (др.-греч. Δάφνις) — тиран Абидоса в конце VI века до н. э.
Во время предпринятого персидским царём Дарием I в 513 году до н. э. похода против скифов Дафнис вместе с другими греческими тиранами охранял мост через Дунай. Дафнис, как и остальные тираны, за исключением Мильтиада, узнав от скифов о затруднениях ахеменидского войска, согласился с мнением Гистиея из Милета, что им следует дождаться Дария, так как они правят в своих городах благодаря персам. Тем не менее, по свидетельству Страбона, после своего возвращения персидский царь отдал приказ сжечь Абидос вместе с другим городами на Пропонтиде. Дарий опасался, что в этих полисах скифы, пожелав напасть «в отмщение за причинённые им беды», смогут получить корабли для переправы через пролив Геллеспонт. Во время Ионийского восстания, по оценке Г. Берве примерно в 497—496 годах до н. э., Абидос был захвачен персидским военачальником Даврисом. Исторические источники не сообщают об этом, но тирания в Абидосе могла быть восстановлена и просуществовать вплоть до 478 года до н. э.